# Ben Affleck
Benjamin Géza Affleck-Boldt, mer känd som Ben Affleck, född 15 augusti 1972 i Berkeley i Kalifornien, är en amerikansk skådespelare, filmregissör, filmproducent och manusförfattare.

## Karriär
Den allra första rollen fick Affleck i en Burger King-reklam.
Filmdebuten kom år 1992 i filmen Den inre kretsen, där även barndomsvännen Matt Damon medverkade. 1997 fick Affleck en Oscar för sitt och Matt Damons originalmanus till filmen Will Hunting.
Affleck debuterade 2007 som regissör för filmen Gone Baby Gone, ett kriminaldrama som utspelas i Bostons innerstad. Filmen nominerades till en Oscar för bästa kvinnliga biroll, som innehas av Amy Ryan. För Argo (2012) utsågs Affleck till Bästa regissör vid Golden Globe-galan 2013. Filmen utsågs även till Bästa film – drama och belönades även med en Oscar för Bästa film vid Oscarsgalan 2013.
Förutom skådespeleri och filmande är han även intresserad av poker. År 2004 kom han etta i en pokerturnering (huvudturneringen i California State Poker Championship) och vann 356 400 dollar, efter att ha tränats i poker av Annie Duke.
Den 23 augusti 2013 blev det fastställt att Affleck skulle spela Batman i filmen Batman v Superman: Dawn of Justice regisserad av Zack Snyder. Affleck återvände som samma roll i filmerna Suicide Squad och Justice League. Alla utspelar sig i det fiktiva filmuniversumet DC Extended Universe.

## Biografi
Ben Affleck föddes i Berkeley i Kalifornien, men växte upp i Cambridge, Massachusetts. Där träffade han vännen och kollegan Matt Damon.
Affleck har varit gift med sångerskan och skådespelerskan Jennifer Lopez. De var också tillsammans i början av 2000-talet, där de förlovade sig 2002 men separerade två år senare. Under 2021 hittade paret tillbaka till varandra, och de gifte sig sommaren 2022. Uttrycket "Bennifer" blev en symbol för deras förhållande.  De skilde sig 2025. Han var tidigare gift med skådespelerskan Jennifer Garner. De gifte sig den 29 juni 2005, och tillsammans har de två döttrar födda 2005 respektive 2009 samt en son född 2012. Affleck och Garner separerade 2015.
Ben Affleck är bror till skådespelaren Casey Affleck.

## Filmografi

### Filmer
| År   | Filmtitel                          | Roll                    | Noter |
| ---- | ---------------------------------- | ----------------------- | --- |
| 1981 | The Dark End of the Street         | Barn på en gata         | |
| 1987 | Hands of a Stranger                | Billy Hearn             | TV-film |
| 1991 | Daddy                              | Ben Watson              | TV-film |
| 1992 | Den inre kretsen                   | Chesty Smith            | |
| 1992 | Buffy vampyrdödaren                | Basketbollspelare 10    | Okrediterad |
| 1993 | Dazed and Confused                 | Fred O'Bannion          | |
| 1995 | Mallrats                           | Shannon Hamilton        | |
| 1996 | Glory Daze                         | Jack                    | |
| 1997 | Chasing Amy                        | Holden McNeil           | |
| 1997 | Going All the Way                  | Tom "Gunner" Casselman  | |
| 1997 | Will Hunting                       | Chuckie Sullivan        | Nominerad - MTV Movie Award for Best On-Screen Duo (delad med Matt Damon) Nominerad - Screen Actors Guild Award for Outstanding Performance by a Cast in a Motion Picture                                                                                        |
| 1998 | Shakespeare in Love                | Ned Alleyn              | Screen Actors Guild Award for Outstanding Performance by a Cast in a Motion Picture |
| 1998 | Armageddon                         | A.J. Frost              | Nominerad - MTV Movie Award for Best Performance - Male Nominerad - MTV Movie Award for Best On-Screen Duo (delad med Liv Tyler) Nominerad - Saturn Award for Best Supporting Actor                                                                              |
| 1998 | Phantoms                           | Sheriff Bryce Hammond   | |
| 1999 | Dogma                              | Bartleby                | |
| 1999 | Ödets makt                         | Ben Holmes              | |
| 1999 | 200 Cigarettes                     | Bartender               | |
| 2000 | Tillbaka till kärleken             | Buddy Amaral            | Nominerad - MTV Movie Award for Best Kiss (delad med Gwyneth Paltrow) |
| 2000 | Dubbelspel                         | Rudy Duncan             | |
| 2000 | Boiler Room                        | Jim Young               | |
| 2000 | Josef: Drömmarnas Konung           | Josef                   | Röstroll Direct-to-video |
| 2001 | Stjärnor utan hjärnor              | Holden McNeil/Sig själv | |
| 2001 | Daddy and Them                     | Lawrence Bowen          | |
| 2001 | Pearl Harbor                       | Kapten Rafe McCawley    | Nominerad - Golden Raspberry Award for Worst Actor Nominerad - Golden Raspberry Award for Worst Screen Couple/Ensemble (med Josh Hartnett eller Kate Beckinsale)                                                                                                 |
| 2002 | The Sum of All Fears               | Jack Ryan               | |
| 2002 | Changing Lanes                     | Gavin Banek             | |
| 2002 | The Third Wheel                    | Michael                 | |
| 2003 | Daredevil                          | Matt Murdock/Daredevil  | Golden Raspberry Award for Worst Actor |
| 2003 | Gigli                              | Larry Gigli             | Golden Raspberry Award for Worst Actor Golden Raspberry Award for Worst Screen Couple/Ensemble (med Jennifer Lopez) |
| 2003 | Paycheck                           | Michael Jennings        | Golden Raspberry Award for Worst Actor |
| 2004 | Surviving Christmas                | Drew Latham             | Nominerad - Golden Raspberry Award for Worst Actor |
| 2004 | Jersey Girl                        | Ollie Trinke            | Nominerad - Golden Raspberry Award for Worst Actor Nominerad - Golden Raspberry Award for Worst Screen Couple/Ensemble (med antingen Jennifer Lopez eller Liv Tyler)                                                                                             |
| 2005 | Elektra                            | Matt Murdock/Daredevil  | Raderade filmsekvenser |
| 2006 | Clerks II                          | Gawking Guy             | |
| 2006 | Man About Town                     | Jack Giamoro            | |
| 2006 | Hollywoodland                      | George Reeves           | Saturn Award for Best Supporting Actor Nominerad - Golden Globe Award for Best Supporting Actor - Motion Picture |
| 2007 | Smokin' Aces                       | Jack Dupree             | |
| 2009 | Dumpa honom!                       | Neil                    | |
| 2009 | State of Play                      | Stephen Collins         | |
| 2009 | Extract                            | Dean                    | |
| 2010 | The Company Men                    | Bobby Walker            | |
| 2010 | The Town                           | Doug MacRay             | |
| 2012 | Argo                               | Tony Mendez             | Producent och regissör Teen Choice Award for Best Actor in a Drama Screen Actors Guild Award for Outstanding Performance by a Cast in a Motion Picture Nominerad - BAFTA Award for Best Actor in a Leading Role Nominerad - MTV Movie Award for Best Performance |
| 2012 | To the Wonder                      | Neil                    | |
| 2013 | Runner, Runner                     | Ivan Block              | |
| 2014 | Gone Girl                          | Nick Dunne              | |
| 2016 | Batman v Superman: Dawn of Justice | Bruce Wayne/Batman      | |
| 2016 | Suicide Squad                      | Bruce Wayne/Batman      | |
| 2016 | The Accountant                     | Chris                   | |
| 2017 | Live by Night                      | Joe Coughlin            | Producent och regissör |
| 2017 | Justice League                     | Bruce Wayne/Batman      | |
| 2019 | Triple Frontier                    | Tom "Redfly" Davis      | |
| 2019 | Jay and Silent Bob Reboot          | Holden McNeil           | |
| 2020 | The Last Thing He Wanted           | Treat Morrison          | |
| 2020 | The Way Back                       | Jack Cunningham         | |
| 2021 | Zack Snyder's Justice League       | Bruce Wayne/Batman      | |
| 2021 | The Last Duel                      | Count Pierre d'Alençon  | Producent och manusförfattare |
| 2021 | The Tender Bar                     | Uncle Charlie           | |
| 2022 | Deep Water                         | Vic Van Allen           | |
| 2022 | Clerks III                         | Boston John             | |
| 2023 | Air                                | Phil Knight             | Producent och regissör |
| 2023 | The Flash                          | Bruce Wayne/Batman      | |

### TV-serier
| År   | Titel                           | Roll               | Noter                                                      |
| ---- | ------------------------------- | ------------------ | ---------------------------------------------------------- |
| 1984 | The Voyage of the Mimi          | C.T. Granville     | 13 episoder                                                |
| 1986 | ABC Afterschool Special         | Danny Coleman      | Episod: "Wanted: The Perfect Guy"                          |
| 1988 | The Second Voyage of the Mimi   | C.T. Granville     | 12 episoder                                                |
| 1991 | Almost Home                     | Kevin Johnson      | Episod: "Is That All There Is?"                            |
| 1993 | Against the Grain               | Joe Willie Clemons | 8 episoder                                                 |
| 1994 | Lifestories: Families in Crisis | Aaron Henry        | Episod: "A Body to Die For: The Aaron Henry Story"         |
| 2000 | Saturday Night Live             | Värd               | Episod: "Ben Affleck/Fiona Apple"                          |
| 2004 | Saturday Night Live             | Värd               | Episod: "Ben Affleck/N.E.R.D." Episod: "Ben Affleck/Nelly" |
| 2008 | Saturday Night Live             | Värd               | Episod: "Ben Affleck/David Cook"                           |
| 2009 | Curb Your Enthusiasm            | Man i en affär     | Episod: "Officer Krupke"                                   |
| 2013 | Saturday Night Live             | Värd               | Episod: "Ben Affleck/Kanye West"                           |

### Som regissör
| År   | Titel                       | Noter |
| ---- | --------------------------- | --- |
| 1993 | I Killed My Lesbian Wife... | Kortfilm |
| 2007 | Gone Baby Gone              | |
| 2010 | The Town                    | Nominerad - Satellite Award for Best Director (som regissör)                                                                                                   |
| 2012 | Argo                        | BAFTA Award for Best Direction (som regissör) Golden Globe Award for Best Director (som regissör) Nominerad - Satellite Award for Best Director (som regissör) |
| 2017 | Live by Night               | |
| 2023 | Air                         | |

### Som manusförfattare
| År   | Titel          | Noter |
| ---- | -------------- | --- |
| 1997 | Will Hunting   | Oscar för bästa originalmanus (som manusförfattare, delad med Matt Damon) Golden Globe Award for Best Screenplay (som manusförfattare, delad med Matt Damon) Satellite Award for Best Original Screenplay (som manusförfattare, delad med Matt Damon |
| 2002 | Push, Nevada   | |
| 2007 | Gone Baby Gone | |
| 2010 | The Town       | Nominerad - Satellite Award for Best Adapted Screenplay (som manusförfattare) |
| 2017 | Live by Night  | |
| 2021 | The Last Duel  | |

### Som producent
| År        | Titel                        | Noter |
| --------- | ---------------------------- | --- |
| 2001–2005 | Hollywood nästa              | Exekutiv producent |
| 2002      | Push, Nevada                 | Exekutiv producent |
| 2003      | The Battle of Shaker Heights | |
| 2005      | Reporter                     | Exekutiv producent |
| 2009      | Reporter                     | Dokumentär; exekutiv producent |
| 2012      | Argo                         | Oscar för bästa film (som producent) Movie of the Year (som producent) BAFTA Award for Best Film (som producent) Golden Globe Award for Best Motion Picture – Drama (som producent) Nominerad - Satellite Award for Best Film (som producent) |
| 2017      | Live by Night                | |
| 2017      | Justice League               | Exekutiv producent |
| 2021      | Zack Snyder's Justice League | Exekutiv producent |
| 2021      | The Last Duel                | |
| 2023      | Air                          | |